# Rosa mairei
Rosa mairei är en rosväxtart som beskrevs av H. Lév.. Rosa mairei ingår i släktet rosor, och familjen rosväxter. Inga underarter finns listade i Catalogue of Life.